# Parzniewice Małe
Parzniewice Małe [pronunciación en polaco: /paʐɲɛˈvit͡sɛ ˈmawɛ/] es un pueblo ubicado en el distrito administrativo de Gmina Wola Krzysztoporska, dentro del Distrito de Piotrków, Voivodato de Łódź, en Polonia central. Se encuentra aproximadamente a 7 kilómetros al suroeste de Wola Krzysztoporska, a 17 kilómetros al suroeste de Piotrków Trybunalski, y a 54 kilómetros al sur de la capital regional Łódź.